# Мечка (Русенская область)
Мечка (болг. Мечка) — село в Болгарии. Находится в Русенской области, входит в общину Иваново. Население села на 15 мая 2008 год было 731 человек.
Мечка расположена в 22 км к юго-западу от города Русе, в 3,5 км от правого берега Дуная.

## История
По болг. мечка — медведь. В I веке, в 3 км к западу от современного села был построен римский пограничный пункт «Урсус» (на лат. Ursus — медведь), известный крепостью «Тримамиум», остатки крепости находятся на окраине села. В 2005 году археологи обнаружили здесь уникальную надпись, которая ныне хранится в музее в городе Русе. По сведениям археологов населены окрестности села были уже 2500 лет до н. э.
В ноябре 1877 года близ села состоялись два крупных сражения между русскими войсками, под начальством великого князя Владимира Александровича, и турецкой армией, предводимой Сулейманом-пашой. В Софии одна сторона памятника медицинским чинам, погибшим в русско-турецкую войну 1877—1878 посвящёна погибшим близ Мечки.

## Политическая ситуация
В местном кметстве Мечка, в состав которого входит Мечка, должность кмета (старосты) исполняет Иванка Атанасова Камарашева (Национальное движение «Симеон Второй» (НДСВ)) по результатам выборов правления кметства.
Кмет (мэр) общины Иваново — Данка Йорданова Матеева (коалиция партий: Земледельческий народный союз (ЗНС), Болгарская социал-демократия (БСД)) по результатам выборов.

## Достопримечательности
В селе есть православный храм в византийском стиле во имя святых Петра и Павла, 1925 года. В 1,5 км от села есть памятник воинам погибшим за освобождение Болгарии в Русско-турецкой войне 1877—1878 гг.. Близ берега Дуная есть два каменных столба «Декили-таш»